# Kimavu fulvus
Kimavu fulvus är en stekelart som beskrevs av Donald L.J. Quicke 1986. Kimavu fulvus ingår i släktet Kimavu och familjen bracksteklar. Inga underarter finns listade i Catalogue of Life.